# Rivière aux Sables (Ontario)
Pour les articles homonymes, voir Rivière Au Sable.
La rivière aux Sables (en anglais : River aux Sables), est un cours d'eau qui coule dans le district d'Algoma et le district de Sudbury situés dans la province de l'Ontario au Canada.
Après un parcours d'une cinquantaine de kilomètres orienté plein Sud, la rivière aux Sables traverse le parc provincial des Chutes avant de se jeter dans la rivière Spanish à la hauteur du canton canadien de Sables-Spanish Rivers au Nord du Parc provincial La Cloche. Les eaux de la rivière aux Sables rejoignent le lac Huron et contribuent au bassin fluvial du fleuve Saint-Laurent.